# Norman Loose
Norman Loose (* 10. Januar 1980 in Suhl) ist ein ehemaliger deutscher Fußballspieler, der nach seiner aktiven Zeit eine Trainerlaufbahn eingeschlagen hat.

## Karriere
Seine fußballerische Laufbahn begann Loose bei Grün-Weiß Steinbach-Hallenberg, bevor er in die Jugendabteilung des FC Rot-Weiß Erfurt wechselte. Als der Verein 1997 in eine finanzielle Schieflage geriet, sicherte sich der VfB Leipzig die Dienste des talentierten 17-Jährigen, der gemeinsam mit dem späteren Nationalspieler Clemens Fritz von Thüringen nach Sachsen wechselte. Als die Leipziger 1999 selbst in finanzielle Schwierigkeiten gerieten, holte Rot-Weiß Erfurt seine beiden Eigengewächse zurück.
In Erfurt erkämpfte sich Loose sofort einen Stammplatz. Nachdem er vier Jahre in der Regionalliga gespielt hatte, wechselte Loose 2003 zum Zweitligisten SpVgg Unterhaching, bei dem er in seinem ersten Jahr durchgehend Stammspieler war. In seiner zweiten Saison in Unterhaching kam er dagegen nur noch auf 13 Einsätze.
Zur Saison 2005/2006 wechselte er zum FC Erzgebirge Aue. 2006/07 kam er auf 22 Liga-Einsätze, in denen er kein Tor erzielte. Nach der Saison 2007/2008 kehrte er ein zweites Mal zu Rot-Weiß Erfurt zurück. Dort konnte er die Erwartungen nicht erfüllen und verlor seinen Platz in der Innenverteidigung an Jens Möckel. Zu Beginn der Saison 2009/10 wurde sein Vertrag in Erfurt im gegenseitigen Einvernehmen aufgelöst. Nachdem er keinen neuen Verein finden konnte, schloss er sich am 1. Januar 2010 seinem Heimatverein FSV Grün-Weiß Steinbach-Hallenberg an.
Ab der Saison 2013/2014 betreute er gemeinsam mit Christian Preußer die A-Junioren des FC Rot-Weiß Erfurt in der Bundesliga. Unter Walter Kogler war er zeitweise Co-Trainer bei der 1. Mannschaft der Erfurter; nachdem Christian Preußer im März 2015 dessen Nachfolge angetreten hatte, nahm er diese Position erneut ein.
Da am 15. Dezember 2015, aufgrund schlechter Leistung der Mannschaft, der Cheftrainer Christian Preusser beurlaubt wurde, rückte Norman Loose als Interimstrainer nach. Seit 1. Oktober 2019 trainiert er die U-15 Landesauswahl, des Freistaat Thüringen.